# Hoplites
Hoplites is een geslacht van uitgestorven ammonieten uit het Krijt. Het is het typegeslacht van de grotere ammonietenfamilie Hoplitidae.

## Kenmerken
De behuizing heeft een ietwat smalle, lateraal rechthoekige tot ietwat afgeplatte trapeziumvormige dwarsdoorsnede. Het geslacht wordt gekenmerkt door bijzonder sterke en naar voren gebogen ribben, die afkomstig zijn van een verdikking op de umbilicale schouders. Tussen deze primaire ribben kunnen een of twee verdere ribben, die iets hoger beginnen, zich inmengen. De ribben worden onderbroken bij de buikholte en liggen afwisselend of tegenover elkaar. Ze eindigen in kleine knobbeltjes.

## Voorkomen
Vertegenwoordigers van het geslacht Hoplites zijn voornamelijk te vinden in Europa en Mexico. Een andere vindplaats is in de regio Transkaspië, dat wil zeggen de Aziatische kant van de Kaspische Zee. Ze zijn beperkt tot het Midden-Albien van het Krijt.

## Classificatie
Het geslacht, dat ooit als zeer soortenrijk werd gezien, is nu zeer beperkt en begrensd tot een paar soorten die zeer nauw verwant zijn aan het type van het geslacht. De andere soorten werden toegewezen aan nieuwe geslachten nauw verwant aan het geslacht Hoplites. De nauwe verwantschap van het nieuwe geslacht met het oude geslacht Hoplites komt tot uitdrukking in het tweede deel van de naam -hoplites, waarmee veel van de nieuwe geslachten eindigen. Sommige auteurs verdelen het geslacht in twee subgenera, de nominale ondersoorten Hoplites (Hoplites), Neumayr, 1875 en Hoplites (Isohoplites), Casey, 1954.